# Matteo Contini
Pour les articles homonymes, voir Contini.
Matteo Contini (né le 16 avril 1980 à Gemonio, dans la province de Varèse, en Lombardie) est un footballeur italien devenu entraîneur.

## Palmarès
Néant